# Reyno
Reyno es una banda mexicana originaria de la Ciudad de México su primera alineación estuvo compuesta por Christian Jean (voz y guitarra), Sebastián Franco (bajo) y Pablo Cantú (batería y coros)
Se formaron como grupo en el 2012 y debutaron con el álbum Viaje por Lo Eterno en 2014, Se han presentado en lugares como Machaca Fest, Vive Latino, Pa’l Norte Teatro Metropólitany el Auditorio Nacional, así como también fueron teloneros de la banda Zoé en 32 conciertos. El 7 de septiembre de 2023 el dúo conformado por Christian Jean y Pablo Cantú anunció su separación a través de sus redes sociales, dejando únicamente a Christian Jean a cargo del proyecto.

## Historia

### 2012-2014: Inicios y Viaje por lo eterno
Se formó en 2012 en Ciudad de México por Christian Jean (voz y guitarra), Sebastián Franco (bajo) y Pablo Cantú (batería y coros) 
Cuando apenas se estaban formalizando como banda, realizaban presentaciones en pequeños bares de la Ciudad de México. Conforme pasó el tiempo, acompañaron a León Larregui en su gira “Solstis”  en solitario por México. Después de la gira, firmaron un contrato discográfico con Universal Music.
Ya en el 2014, lanzaron su álbum Viaje por lo eterno. Mismo año en el que se presentaron como banda telonera para Zoé en su gira “Prográmaton” en México, igualmente hicieron presencia en festivales de música, como Vive Latino y Pa’l Norte

### 2015-2018: Dualidad y Al principio del final
En el 2015 sacan su segundo álbum titulado Dualidad. En el 2016 se presentaron en el Auditorio Blackberry de la Ciudad de México con el fin de hacer música experimental. De las canciones que grabaron en esa presentación, al siguiente año lanzaron Al principio del final, su primer álbum en vivo.

### 2018-2020: Gira EEUU, Fuerza Ancestral y Todo permanece
Ya por el 2018 realizaron una gira por Estados Unidos en ocho estados, el primer estado fue Chicago y el último en Denver, Colorado, donde se presentaron en el festival Suena. A finales de ese año lanzan su primer sencillo “Remi”, el cual daría para su cuarto disco Fuerza Ancestral que lanzaron en el mismo año.
Nuevamente, para el 2020 sacan otro álbum en vivo, el álbum se llama Todo permanece, el cual fue grabado el 18 de octubre del 2019 en el Teatro Metropolitan.

### 2020-2021: El eco de la nada y separación
Durante el 2020, año en que comenzó la pandemia por COVID-19, la banda pasó a un período de inactividad en redes sociales. Si bien, nunca anunciaron por completo una separación, sí empezaron a realizar proyectos alternos a Reyno. Por su parte Christian Jean (vocalista y guitarrista) lanza en solitario su álbum Catarsis y Pablo Cantú lanza su proyecto “Solaris” del álbum 1.5.
Para el siguiente año, 2021 anuncian un álbum de despedida titulado El eco de la nada. Respecto a esta última etapa de la banda, Pablo Cantú expresa lo siguiente:

“Todavía de alguna forma le queda una vida a Reyno, ahorita creo que fue un momento para replantearse lo quiere cada uno de nosotros, si no fuera por la pandemia en realidad es un contrato o una gira, una cosa tras otra que normalmente no te da la oportunidad de saber si realmente estás donde quieres y por las razones correctas, por lo pronto suspenderlo fue muy sano, como no querer en esta vorágine de tenernos que mantenernos ahí, ambos teniendo tanta música que compartir, darnos también un lugar a nivel individual es algo justo después de ocho años ininterrumpidos de carrera”
Pablo Cantú

### Salida de Pablo Cantú - 2023
El 7 de septiembre de 2023 el vocalista y guitarrista Christian Jean dio a conocer a través de la página de Facebook de Reyno la salida de Pablo Cantú, con el siguiente comunicado :

"Quiero compartir con ustedes que a partir de hoy, el ciclo de Reyno como dúo ha concluido.
Expreso mi más sincero agradecimiento a Pablo Cantú por su talento y dedicación al proyecto.
A todos ustedes que nos acompañarán en los siguientes shows, será un placer y privilegio seguir compartiendo la música y disfrutando de este viaje por lo eterno. 
El proyecto sigue adelante.
Con cariño
Christian Jean

## Integrantes

### Formación actual
- Christian Jean - Voz, Guitarra, Bajo, Batería, Teclados, Piano (2012-presente)

### Exintegrantes
- Sebastián Franco - Bajo (2012-2014)
- Pablo Cantú - Batería, Coros, Voz, Bajo, Teclados, Piano (2012-2023)

### Invitados
- Rodrigo Guardiola - Batería (2023-presente)
- Bibi Marín - Guitarra (2019-2019)
- Ángel Mosqueda - Bajo (2019-2019)
- Jay de la Cueva - Guitarra (2019-2019)
- Adan Jodorowsky - Teclados, Piano (2019-2019)
- Santiago Carranza - Sintetizadores (2017-presente)
- Alonso Degert - Guitarra (2016-presente)
- Alejandra Moreno - Coros, Percusiones (2016-presente)
- Miguel Hernández - Bajo (2016-presente)
- David García Pablos - Bajo (2015-presente)
- Juan Moreno - Bajo (2014-2015)

## Discografía

### Álbumes de estudio
- Viaje por Lo Eterno (2014)
- Dualidad (2015)
- Fuerza Ancestral (2018)
- El Eco de La Nada (2021)

### EP
- Metamorfosis (2024)

### Álbumes en vivo
- Al Principio Del Final (2017)
- Todo Permanece (2020)

## Sencillos
- 2013: Dos Mundos
- 2013: Amarrado
- 2013: Viaje Por Lo Eterno
- 2015: Dualidad
- 2015: Fluye
- 2016: Formula
- 2016: Química
- 2018: Remi
- 2018: Lejos
- 2018: Levedad
- 2019: Ríos
- 2021: El eco de la nada
- 2021: Solución
- 2021: Musa
- 2021: Repetición
- 2021: Persiguiendo un instante
- 2024: No Puedo Más
- 2024: Viento A Favor

## Sencillos en directo
- 2020: Remi (En Directo)
- 2020: Fluye (En Directo)
- 2020: Blanco y negro (En Directo)
- 2020: Química (En Directo)
- 2020: No te vayas (En Directo)
- 2020: Dos mundos (En Directo)